# CA Cerro
Club Atlético Cerro is een Uruguayaanse voetbalclub uit Montevideo. De club werd twee keer kampioen in 2e divisie van Uruguay. De thuiswedstrijden worden in het Estadio Luis Tróccoli gespeeld, dat plaats biedt aan 25.000 toeschouwers. De clubkleuren zijn blauw-wit.

## Bekende spelers
- Diego Godín

Boston River · 
Cerro ·  
Cerro Largo ·  
Danubio · 
Defensor Sporting ·
Deportivo Maldonado ·
Fénix ·
La Luz · 
Liverpool · 
Montevideo City Torque ·
Montevideo Wanderers ·
Nacional · 
Peñarol · 
Plaza Colonia · 
River Plate